# کلیسای دانمارک
کلیسای دانمارک (دانمارکی: [Den Danske Folkekirke یا Folkekirken] Error: {{Lang}}: متن دارای نشانه‌گذاری ایتالیک است (راهنما)) یا کلیسای ملی دانمارک (دانمارکی: [Den Danske Folkekirke یا Folkekirken] Error: {{Lang}}: متن دارای نشانه‌گذاری ایتالیک است (راهنما)، لفظاً: "کلیسای مردم"), رسماً کلیسای لوتری انجیلی دانمارک) کلیسای رسمی و بزرگترین دین در دانمارک و گرینلند است. از زمان رفرماسیون در دانمارک، این کلیسای لوتری انجیلی بوده، و در عین حال بسیاری از سنت‌های نیایش‌سرایی پیش از رفرماسیون خود را حفظ کرده‌است. تا تاریخ ۱ ژانویه ۲۰۱۵، ۷۷٫۸٪ از جمعیت دانمارک عضو کلیسای دانمارک هستند.
قانون اساسی دانمارک در ۱۸۴۹ کلیسا را «کلیسای مردم دانمارک» تعیین کرد. کلیسا از نظر مالی از سوی دولت تأمین می‌شود، ولی عضویت در آن داوطلبانه است. مارگریت دوم دانمارک حاکم عالی، ولی نه رئیس کلیسا است، وزیر امور کلیسایی دانمارک، که هم‌اکنون برتل هاردر است، عالی‌ترین مقام اجرایی کلیسا است.